# Xanthosoma daguense
Xanthosoma daguense är en kallaväxtart som beskrevs av Adolf Engler. Xanthosoma daguense ingår i släktet Xanthosoma och familjen kallaväxter.

## Underarter
Arten delas in i följande underarter:
- X. d. amargalense
- X. d. daguense